# Tomophyllum plicatum
Tomophyllum plicatum är en stensöteväxtart som beskrevs av Barbara S. Parris. Tomophyllum plicatum ingår i släktet Tomophyllum och familjen Polypodiaceae. Inga underarter finns listade.